# Осман Салех Мохаммед
Осман Салех Мохаммед ( араб.  عثمان صالح محمد‎; 1948, Асмэра) –  эритрейский политический и государственный деятель.
Член Народного фронта освобождения Эритреи и партии Народный фронт за демократию и справедливость. Выпускник Аддис-Абебского университета.
Первый министр образования Эритреи с 1993 по 2007 год. С апреля 2007 года занимает пост министра иностранных дел страны.